# Như Loan
Nhu Loan o Nhu Préstamo  (nacida el 20 de abril de 1981) es una cantante vietnamita auspiciada bajo el sello musical Thuy Nga, una de las más grandes producciones de música vietnamita en el extranjero y que es responsable de París de noche, un exitoso programa de variedades musicales. Nhu fue presentada a Thuy Nga París de noche a través del diseñador Calvin Hiep, a quien ella ha modelado en el pasado. Comenzó su carrera de cantante como cantante de respaldo en París por la noche y se le dio más tarde la oportunidad de cantar en el escenario como cantante profesional en París por la noche 62. Nhu Préstamo cantó su debut como solista en París de Noche 63 con la canción "Los hombres dicen Tinh ai".

## Álbumes

### Mong Anh Sẽ Đến
ft. Như Loan, Bảo Hân, Loan Châu, & Tú Quyên
| #  | Lista de canciones                                 |
| -- | -------------------------------------------------- |
| 1  | Lang Du - Nhu Loan & Bao Han                       |
| 2  | Se Khong Nhu The - Bao Han                         |
| 3  | Ngay Do Ta Yeu Nhau - Tu Quyen                     |
| 4  | Bai Tango Xa Roi - Loan Chau                       |
| 5  | Mong Anh Se Den - Nhu Loan                         |
| 6  | Chi Minh Em Thoi - Tu Quyen                        |
| 7  | Mat Nai Chachacha - Loan Chau                      |
| 8  | Hay Cho Em Ngay Mai - Bao Han                      |
| 9  | Trai Tim Khong Loi - Tu Quyen                      |
| 10 | Didn't You Know - Nhu Loan                         |
| 11 | Tinh Oi - Nhu Loan, Bao Han, Loan Chau, & Tu Quyen |

### Sunday Buồn
ft. Như Loan & Bảo Hân
| #  | Lista de canciones                          |
| -- | ------------------------------------------- |
| 1  | Sunday Buồn - Như Loan & Bảo Hân            |
| 2  | Một Thời Đã Qua - Bảo Hân                   |
| 3  | Nguyện Cầu Tuyết Rơi Trên Sa Mạc - Như Loan |
| 4  | Về Với Em - Bảo Hân                         |
| 5  | Em Mơ Bên Chàng - Như Loan                  |
| 6  | Quên Đi Ngày Tháng - Bảo Hân                |
| 7  | Yêu Như Ngày Mới Quen - Như Loan            |
| 8  | Thổn Thức Một Tình Yêu - Bảo Hân            |
| 9  | Cô Đơn - Như Loan                           |
| 10 | Xuân Tình Nồng - Như Loan & Bảo Hân         |

### Tình Lặng Câm
ft. Như Loan
| #  | Lista de canciones    |
| -- | --------------------- |
| 1  | Người Điên Biết Yêu   |
| 2  | Cơn Mưa Cuối Mùa      |
| 3  | A Time For Us         |
| 4  | Mùa Hè Kỷ Niệm        |
| 5  | Anh Thích Lúc Em Cười |
| 6  | Say Nothing To You    |
| 7  | Nỗi Đau Tình Em       |
| 8  | Hứa Và Nói Đi Em      |
| 9  | Tình Lặng Câm         |
| 10 | Đêm Tạ Tình           |
| 11 | Yêu Anh Dịu Dàng      |

## Paris by Night
| #  | Appearances in Paris by Night                                  |
| -- | -------------------------------------------------------------- |
| 94 | Paris by Night 94: 25th Anniversary - PENDING                  |
| 93 | Paris by Night 93: Celebrity Dancing                           |
| 92 | Paris by Night 92: Nhạc Yêu Cầu                                |
| 91 | Paris by Night 91: Huế, Sàigòn, Hà Nội                         |
| 90 | Paris by Night 90: Chân Dung Người Phụ Nữ Việt Nam             |
| 89 | Paris by Night 89: In Korea                                    |
| 88 | Paris by Night 88: Lam Phương - Đường Về Quê Hương             |
| 86 | Paris by Night 86: PBN Talent Show - Semi-Finals               |
| 85 | Paris by Night 85: Xuân Trong Kỷ Niệm                          |
| 84 | Paris by Night 84: In Atlanta - Passport to Music & Fashion    |
| 82 | Paris by Night 82: Tiếu Vương Hội                              |
| 81 | Paris by Night 81: Âm Nhạc Không Biên Giới 2                   |
| 80 | Paris by Night 80: Tết Khắp Mọi Nhà                            |
| 79 | Paris by Night 79: Dreams                                      |
| 77 | Paris by Night 77: 30 Năm Viễn Xứ                              |
| 76 | Paris by Night 76: Xuân Tha Hương                              |
| 75 | Paris by Night 75: Về Miền Viễn Đông - Journey to the Far East |
| 74 | Paris by Night 74: Hoa Bướm Ngày Xưa                           |
| 73 | Paris by Night 73: Song Ca Đặc Biệt - The Best of Duets        |
| 72 | Paris by Night 72: Tiếng Hát Từ Nhịp Tim                       |
| 71 | Paris by Night 71: 20th Anniversary                            |
| 69 | Paris by Night 69: Nợ Tình                                     |
| 68 | Paris by Night 68: Nửa Vầng Trăng                              |
| 67 | Paris by Night 67: In San Jose                                 |
| 65 | Paris by Night 65: Yêu                                         |
| 63 | Paris by Night 63: Dòng Thời Gian                              |
| 62 | Paris by Night 62: Âm Nhạc Không Biên Giới                     |
| 58 | Paris by Night 58: Những Sắc Màu Trong Kỷ Niệm                 |
| 57 | Paris by Night 57: Thời Trang Và Âm Nhạc                       |